# Agnė Šerkšnienė
Agnė Šerkšnienė (18 de febrero de 1988) es una deportista de Lituania que compite en atletismo. Ganó una medalla de oro en el Campeonato Europeo de Atletismo por Equipos de 2021, en la prueba de 400 m.